# Marile vacanțe
Les grandes vacances este un film de comedie francezo-italian din 1967 regizat de Jean Girault, scris de Jean Girault, cu Louis de Funès în rolul principal.

## Intrigă
Charles Bosquier (de Funès) este directorul autoritar al unei școli franceze care se comportă ca un dictator. Unul dintre fiii săi a eșuat mizerabil la examene, așa că Bosquier vrea să îl trimită în Anglia ca student. 

## Distribuție
- Louis de Funès : M. Charles Bosquier
- Claude Gensac : M-me Isabelle Bosquier
- Ferdy Mayne : Mac Farrell
- Martine Kelly : Shirley Mac Farrell
- Olivier de Funès : Gérard Bosquier
- François Leccia : Philippe Bosquier
- Maurice Risch : Stéphane Michonnet
- Jean-Pierre Bertrand : Christian, un prieten al lui Philippe
- René Bouloc : Bargin, elevul care pleacă cu Philippe
- Jacques Dublin : Claude, un prieten al lui Philippe
- Dominique Maurin : Michel, un prieten al lui Philippe
- Bernard Le Coq : Jean-Christophe